# Долговременная потенциация

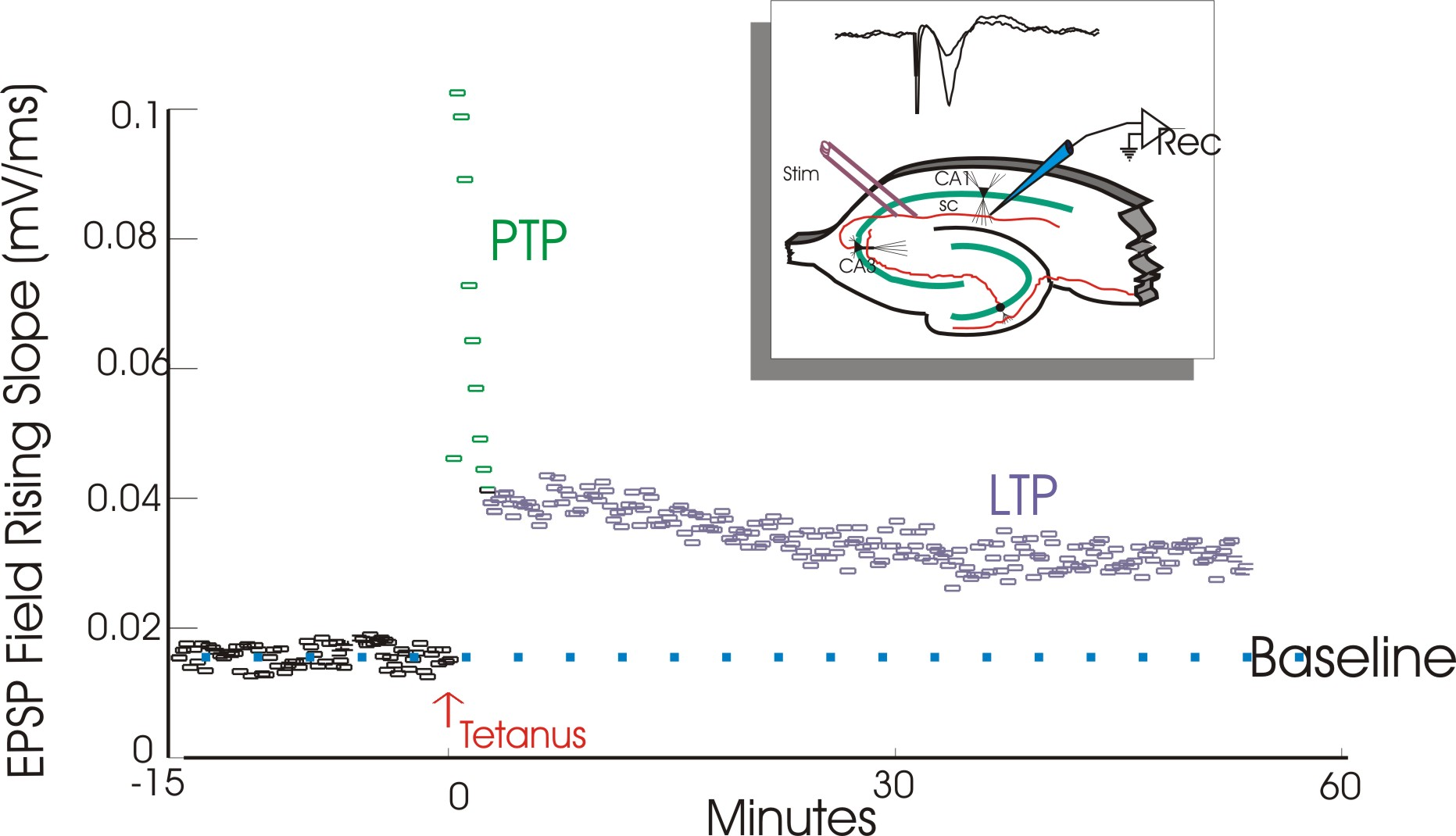
Пример долговременной потенциации в гиппокампе мозга крысы.

Долговременная потенциация (синоним: длительная потенциация; англ. Long-term potentiation, сокр. LTP) — усиление синаптической передачи между двумя нейронами, сохраняющееся на протяжении длительного времени после воздействия на синаптический проводящий путь. LTP участвует в механизмах синаптической пластичности, обеспечивающих нервную систему живого организма возможностью адаптироваться к изменяющимся условиям внешней среды. Большинство теоретиков нейрофизиологии полагают, что долговременная потенциация совместно с долговременной депрессией лежат в основе клеточных механизмов памяти и обучения.
Период долговременной потенциации сопровождается повышенным фосфорилированием определенных нейрональних белков специфическими протеинкиназами. 
Результатом увеличения уровня катионов кальция в клетке является активация кальций-зависимых ферментов (кальпаина, фосфолипаз, кальций-кальмодулинзависимых протеинкиназ). 
Долговременная потенциация была открыта норвежским учёным Терье Лёмо (Terje Lømo) в 1966 году при проведении опытов на гиппокампах кроликов. Первая научная работа, описывающая процесс LTP, была опубликована Терье Лёмо и Тимоти Блиссом (Timothy Bliss) в 1973 году.